# 富士市立吉原第一中学校
富士市立吉原第一中学校（ふじしりつよしわらだいいちちゅうがっこう）は、静岡県富士市にある公立中学校。
校地面積32,199m2（うち校舎面積9,251m2、屋体面積1,253m2）。
略称は「吉一」

## 重点目標
- わたしも大切 あなたも大切[2]

## 沿革
- 1947年 （昭和22年）4月1日 - 学制改革により、吉原町立吉原中学校として創立
- 1948年 （昭和23年）4月1日 - 吉原市制施行に伴い、吉原市立吉原中学校と校名変更
- 1948年 （昭和24年）4月1日 - 吉原市立第二中学校（現：富士市立吉原第二中学校）分離独立に伴い、吉原市立吉原第一中学校と校名変更
- 1953年 （昭和28年）2月10日 - 校歌制定
- 1956年 （昭和31年）5月3日 - 校旗制定
- 1966年 （昭和26年）11月1日 - 吉原市、旧富士市、鷹岡町合併により現富士市となり、富士市立吉原第一中学校へ改称
- 1977年 （昭和52年）3月14日 - 体育館落成式　30周年記念式典
- 2011年 （平成23年）11月30日 - グランド改修工事

## 部活動
運動部
- サッカー部
- 野球部
- ソフトボール部
- 陸上競技部
- 水泳部
- 剣道部
- 柔道部
- 卓球部（男・女）
- ソフトテニス部（男・女）
- バスケットボール部（男・女）
- バレーボール部（男・女）

文化部
- 吹奏楽部
- 美術部
- 科学部
- 園芸部

## 主な進学元小学校
- 富士市立吉原小学校
- 富士市立伝法小学校